# جامعة غزنة
جامعة غزنة هي جامعة أفغانية في مدينة غزنة، تأسست في عام 2008، وأول رئيس للجامعة كان أحمد شاه رفيقي، تضم الجامعة خمس كليات ويسجل فيها حوالي 4000 طالب، (13.5%) منهم من النساء.

## روابط خارجية
- الموقع الرسمي